# マリオ・スタニッチ
マリオ・スタニッチ（Mario Stanić, 1972年4月10日- ）は、ユーゴスラビア（現ボスニア・ヘルツェゴビナ）・サラエヴォ出身の元サッカー選手。元クロアチア代表、元ユーゴスラビア代表。現役時代のポジションは攻撃的ミッドフィルダー及びフォワード。

## クラブ経歴
地元のFKジェリェズニチャル・サラエヴォでキャリアを始めて以降、1991年にはユーゴスラビア代表で初出場を飾るなど旧ユーゴスラビアの中で最も才能ある若手選手の1人として考えられていたが、1992年にサラエヴォ包囲が開始されたためクロアチアへ渡り、クロアチア・ザグレブと契約した。1季後にスポルティング・デ・ヒホン、さらに1季後にSLベンフィカとプレイするクラブと国を変更していき、1995年にクラブ・ブルッヘと契約すると、同1995-96シーズンに20得点を挙げ得点王に輝いた。翌シーズンもジュピラーリーグで7試合7得点と驚異的な得点力を見せていった。1996年後期にフィオレンティーナとの争奪戦を制した、パルマFCが獲得した。FWとして契約したものの、ここでは中盤の右サイドで起用された。ACミラン戦での決勝点となった移籍後初ゴールを挙げ、監督解任がほぼ決定していたカルロ・アンチェロッティを解任から救った。4季の在籍中で1999年にコッパ・イタリア、スーペルコッパ・イタリアーナ、1998-99獲得に中心選手として貢献した。

### チェルシー
2000年6月28日に移籍金580万ポンドでチェルシーFCと契約。これは、ジャンルカ・ヴィアッリ監督の下で獲得されたジミー・フロイド・ハッセルバインクとエイドゥル・グジョンセンに次ぐ3番目の補強となった。膝の怪我により2004年に引退した。2000年8月のウェストハム・ユナイテッドFC戦（ホーム4-2勝利）でリーグ戦初出場を飾ると、35ヤードの距離から決めるなど2得点を挙げる 活躍を見せ、さらにBBCが編集・放送するマッチ・オブ・ザ・デイのシーズン最優秀得点に選出された。このように素晴らしいスタートを切ったものの、その後は定期的な背中の痛み と深刻な膝の怪我により2004年7月10日に現役引退を表明した。

## 代表経歴
1995年9月にUEFA EURO '96予選のエストニア戦（7-1勝利）でクロアチア代表初出場を飾り、UEFA EURO '96でも3試合に出場。1998 FIFAワールドカップでは、ジャマイカ戦（3-1勝利）でクロアチア代表史上初となるFIFAワールドカップでの初得点を挙げ、準々決勝のドイツ戦（3-0勝利）でロベルト・ヤルニの先制点をアシストするなど中心選手として全7試合に出場し、3位入賞に貢献した。2002 FIFAワールドカップでのチームはグループリーグ敗退に終わり、スタニッは2試合に途中出場。2003年4月にスウェーデンとの親善試合にハーフタイムから途中出場したのが代表最後の試合となり、5月27日に代表引退を表明した。代表では通算試合7得点。

## 代表歴

### 出場大会
- ユーゴスラビア代表
- クロアチア代表
  - 1998 FIFAワールドカップ (3位)
  - 2002 FIFAワールドカップ (グループリーグ敗退)

### 試合数
- 国際Aマッチ 2試合 0得点（ユーゴスラビア、1991年）[10]
- 国際Aマッチ 49試合 7得点（クロアチア、1995年-2003年）[10]

| ユーゴスラビア代表 | 国際Aマッチ | 国際Aマッチ |
| 年                 | 出場        | 得点        |
| ------------------ | ----------- | ----------- |
| 1991               | 2           | 0           |
| 通算               | 2           | 0           |

| クロアチア代表 | 国際Aマッチ | 国際Aマッチ |
| 年             | 出場        | 得点        |
| -------------- | ----------- | ----------- |
| 1995           | 3           | 0           |
| 1996           | 9           | 1           |
| 1997           | 1           | 0           |
| 1998           | 12          | 3           |
| 1999           | 7           | 2           |
| 2000           | 4           | 1           |
| 2001           | 5           | 0           |
| 2002           | 5           | 0           |
| 2003           | 3           | 0           |
| 通算           | 49          | 7           |

## タイトル
クラブ
クラブ・ブルッヘ
- ジュピラーリーグ : 1995-96
- ベルギーカップ : 1995-96

パルマFC
- コッパ・イタリア : 1998-99
- スーペルコッパ・イタリアーナ : 1999
- UEFAカップ : 1998-99

チェルシーFC
- FAコミュニティ・シールド : 2000

個人
ジュピラーリーグ得点王 : 1995-96